# کوراخ (روسیه)
کوراخ (روسی: Курах) یک شهرک در کشور روسیه است که در ناحیه داغستان جای دارد.

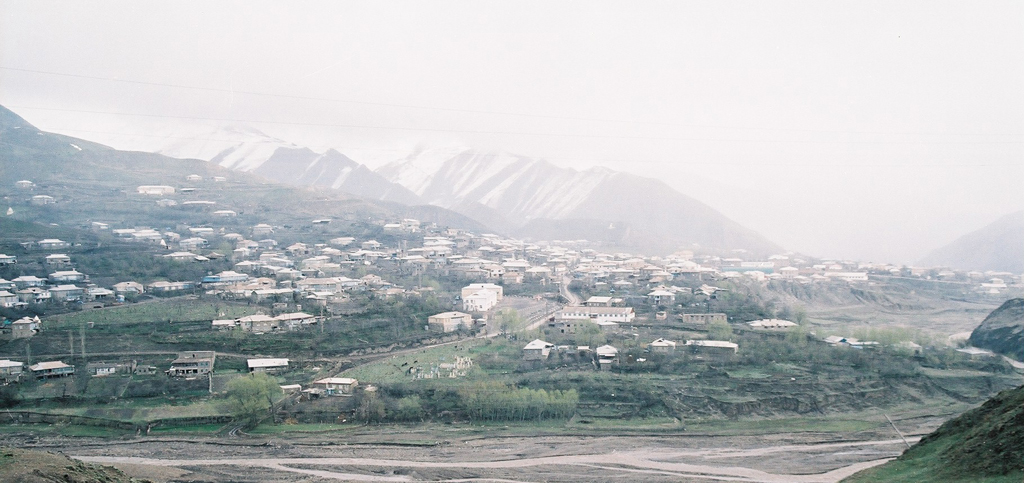